# Vosmaeropsis macera
Vosmaeropsis macera är en svampdjursart som först beskrevs av Carter 1886.  Vosmaeropsis macera ingår i släktet Vosmaeropsis och familjen Heteropiidae. Inga underarter finns listade i Catalogue of Life.